# 鬱姓
鬱姓是中文姓氏，在《百家姓》排第284位。在现代极罕见。

## 起源
鬱姓在漢字簡化後和郁姓混为一姓，但两者来源不同。
- 姓与蔚姓同源。古时鬱蔚同音，后来即有蔚姓改为鬱姓者。
- 郁姓以地名为姓。古时有郁国，春秋时为吴国大夫封邑，其后代即以郁为姓。

## 郡望
- 太原郡：战国时期秦国置，今山西太原市。

## 另見
- 郁姓

## 延伸阅读
[在维基数据编辑]
 《百家姓》
 《欽定古今圖書集成·明倫彙編·氏族典·鬱姓部》，出自陈梦雷《古今圖書集成》